# درنای شنزار
دُرنای شنزار با (نام علمی: Grus canadensis) نام یک گونه از سرده درناها است. این پرنده نخستین‌بار در سال ۱۷۵۸ میلادی، توصیف علمی و توسط کارل لینه، نام‌گذاری‌ شد.